# Kerspe (Wipperfürth)

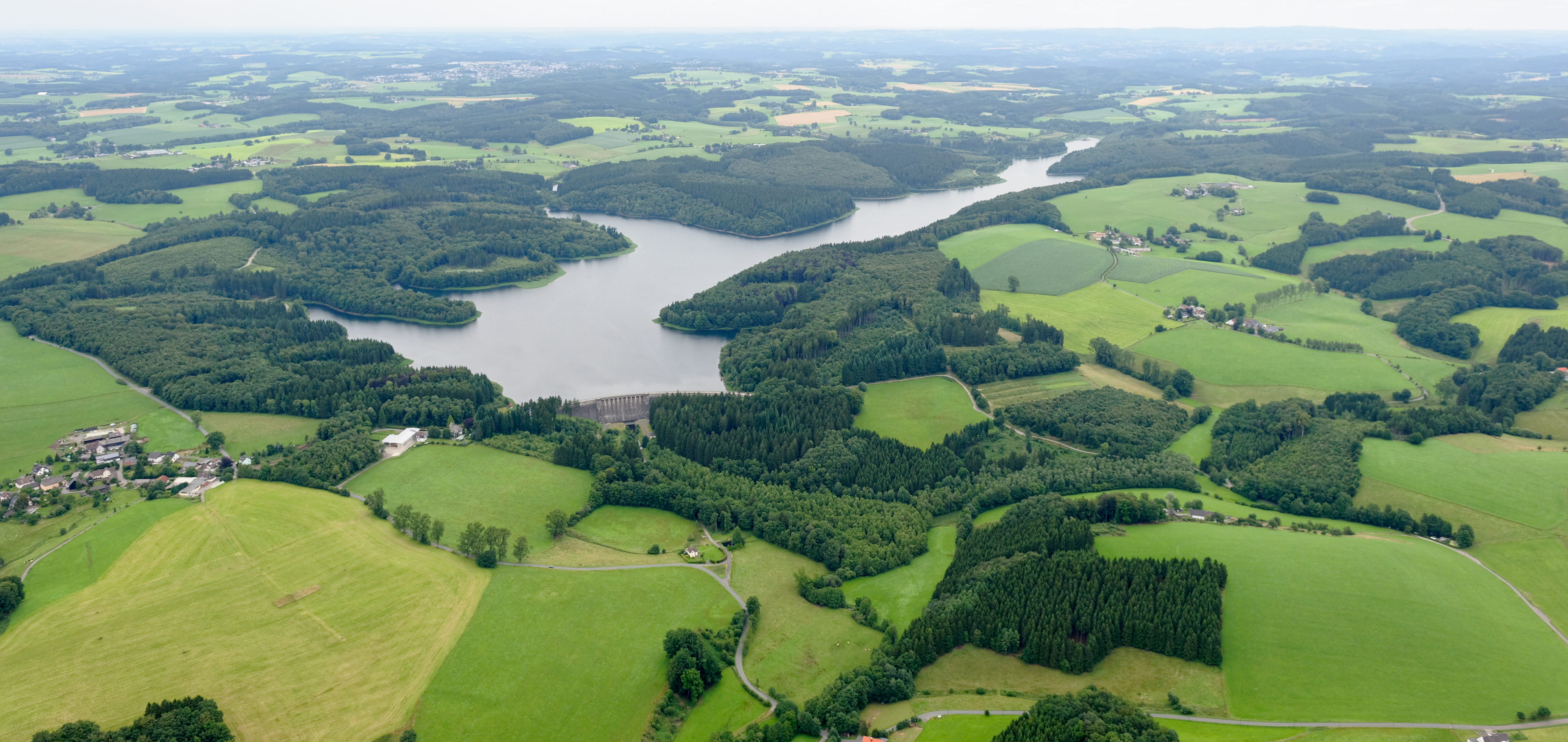
Kerspe – mittig vor der Staumauer der Kerspetalsperre

Kerspe ist eine Hofschaft von Wipperfürth im Oberbergischen Kreis im Regierungsbezirk Köln in Nordrhein-Westfalen (Deutschland).

## Lage und Beschreibung
Die Hofschaft liegt im Osten von Wipperfürth an der Stadtgrenze zu Kierspe im Tal des Baches Kerspe. Nachbarorte sind Großfastenrath, Mettberg, Rönsahl und Ohl. Die Staumauer der Kerspetalsperre befindet sich 725 m nördlich der Hofschaft. Der im Osten von Kerspe entspringende Mettsiepen mündet 80 m nordöstlich der Hofschaft in die Kerspe.
Politisch wird der Ort durch den Direktkandidaten des Wahlbezirks 13 (130) Ohl und Claswipper im Rat der Stadt Wipperfürth vertreten.

## Geschichte
Die Karte Topographia Ducatus Montani aus dem Jahre 1715 zeigt einen Hof und bezeichnet diesen mit „Kerspach“. Die Preußische Neuaufnahme von 1894 bis 1896 und alle jüngeren Karten verwenden den Ortsnamen Kerspe.
300 m nordöstlich befanden sich im Bereich des Zusammenflusses von Heukelbach und Kerspe zwei Pulvermühlen. Beide Mühlen werden in der Karte Topographische Aufnahme der Rheinlande von 1825 gezeigt. In der topografischen Karte von 1927 wird letztmals eine Pulvermühle in diesem Bereich angeführt.

## Busverbindungen
Über die in Neuenhaus gelegene Haltestelle der Linie 336R (VRS/OVAG) ist eine Anbindung an den öffentlichen Personennahverkehr gegeben.

## Wanderwege
Die vom SGV ausgeschilderten örtlichen Rundwanderwege A1, A5 und A6 führen durch die Hofschaft.